# Sürpriz
Sürpriz was een Turks-Duitse band uit München.
Ze werden 2de in de Countdown Grand Prix van 1999 met het lied Reise nach Jerusalem – Kudüs’e seyahat, de winnares was Corinna May maar later bleek dat haar lied al eens op plaat was gezet waardoor ze gediskwalificeerd werd en Sürpriz naar het Eurovisiesongfestival, nota bene in Jeruzalem, mocht gaan. De groep zong in het Engels, Duits en Turks en alhoewel dat erg verwarrend lijkt klonk het toch heel goed op het songfestival, daar deden ze er zelfs nog een 4de taal bij, het laatste refreintje was in het Hebreeuws, het legde hen in ieder geval geen windeieren want ze werden knap 3de. Het lied werd geschreven door Bernd Meinunger en Ralph Siegel.
De groepsleden zijn Zeyno Filiz, Deniz Filizmen, Bülent Ural, Yasemin Akkar, Savas Ucar en Cihan Özden. Enkel Ucar is niet in Duitsland geboren.
1956: Freddy Quinn + Walter Andreas Schwarz · 
1957: Margot Hielscher · 
1958: Margot Hielscher · 
1959: Alice & Ellen Kessler · 
1960: Wyn Hoop · 
1961: Lale Andersen · 
1962: Conny Froboess · 
1963: Heidi Brühl · 
1964: Nora Nova · 
1965: Ulla Wiesner · 
1966: Margot Eskens · 
1967: Inge Brück · 
1968: Wenche Myhre · 
1969: Siw Malmkvist · 
1970: Katja Ebstein · 
1971: Katja Ebstein · 
1972: Mary Roos · 
1973: Gitte · 
1974: Cindy & Bert · 
1975: Joy Fleming · 
1976: Les Humphries Singers · 
1977: Silver Convention · 
1978: Ireen Sheer · 
1979: Dschinghis Khan · 
1980: Katja Ebstein · 
1981: Lena Valaitis · 
1982: Nicole · 
1983: Hoffmann & Hoffmann · 
1984: Mary Roos · 
1985: Wind · 
1986: Ingrid Peters · 
1987: Wind · 
1988: Maxi & Chris Garden · 
1989: Nino de Angelo · 
1990: Chris Kempers & Daniel Kovac · 
1991: Atlantis 2000 · 
1992: Wind · 
1993: Münchener Freiheit · 
1994: Mekado · 
1995: Stone & Stone · 
1997: Bianca Shomburg · 
1998: Guildo Horn & Die Orthopädischen Strümpfe · 
1999: Sürpriz · 
2000: Stefan Raab · 
2001: Michelle · 
2002: Corinna May · 
2003: Lou · 
2004: Max · 
2005: Gracia · 
2006: Texas Lightning · 
2007: Roger Cicero · 
2008: No Angels · 
2009: Alex Swings Oscar Sings · 
2010: Lena Meyer-Landrut · 
2011: Lena Meyer-Landrut · 
2012: Roman Lob · 
2013: Cascada · 
2014: Elaiza · 
2015: Ann Sophie · 
2016: Jamie-Lee Kriewitz · 
2017: Levina · 
2018: Michael Schulte · 
2019: S!sters · 
2021: Jendrik Sigwart · 
2022: Malik Harris · 
2023: Lord of the Lost · 
2024: Isaak · 
2025: Abor & Tynna